# 750cc Grand Prix
750cc Grand Prix est un jeu vidéo de course de moto pour un joueur développé par Ken Murfitt (Scope Soft) et édité par Codemasters en 1989 pour Amstrad CPC.
Le jeu fut par la suite développé pour ZX Spectrum en 1991 par WASP.

## Système de jeu
750cc Grand Prix est très inspiré de 500cc Grand Prix de Microïds sorti en 1986 : le joueur incarne un pilote de moto qui affronte les meilleurs pilotes sur 6 des plus grands circuits du monde. Le jeu est en caméra subjective mais pour un pilote seulement contrairement au jeu français qui permet de jouer à deux côte à côte.
Le joueur doit gérer le ravitaillement en carburant, le changement de pneus, et doit finir parmi les trois premiers pilotes de chaque courses pour progresser dans le jeu.